# Ernesto Zedillo Ponce de León
Ernesto Zedillo Ponce de León (ur. 27 grudnia 1951 w Meksyku) – meksykański polityk, prezydent kraju w latach 1994-2000.

## Życiorys
Wybory prezydenckie wygrał 21 sierpnia 1994 z ramienia Partii Rewolucyjno-Instytucjonalnej (Partio Revolucionario Institucional – PRI), rządzącej krajem nieprzerwanie od czasów rewolucji meksykańskiej. Zedillo objął urząd w grudniu 1994.
Jednym z pierwszych posunięć nowego rządu było dokonanie pod koniec 1994 roku drastycznej dewaluacji meksykańskiego peso. Zedillo w celu ratowania gospodarki ogłosił na dwa miesiące coś w rodzaju stanu wyjątkowego. Zamrożono płace i ceny, by zapobiec inflacji.
17 stycznia 1995 Zedillo i trzy główne partie opozycyjne podpisały pakt na rzecz reformy i demokratyzacji systemu politycznego kraju. Umowa przewidywała m.in. reformę prawa wyborczego oraz pozbawienie PRI przywilejów.
Gabinet nowego prezydenta podjął też zabiegi dyplomatyczne i militarne w celu rozwiązania konfliktu w stanie Chiapas. Jeszcze w czasie poprzednich rządów, 1 stycznia 1994 wybuchło tam powstanie Zapatystów. Zedillo ogłosił, że wśród małorolnych chłopów zostanie rozdzielonych 26 tys. ha gruntów odebranych wielkim obszarnikom, którzy zajęli nielegalnie tereny należące do Indian.
Stale dochodziło do starć pomiędzy siłami rządowymi a Zapatystowską Armią Wyzwolenia Narodowego (Ejército Zapatista de Liberación Nacional – EZLN). Zedillo zapowiedział zmianę polityki wobec Zapatystów, zarzucając im przede wszystkim brak gotowości do dialogu.
Rząd zerwał rozmowy z powstańcami i 9 lutego 1995 do stanu Chiapas wkroczyło 2500 żołnierzy. Aresztowano część przywódców powstania. Równocześnie Zedillo oznajmił, iż rząd nie chce rozwiązywać konfliktu siłą. 13 lutego 1995 Zedillo zażądał zwołania nadzwyczajnego posiedzenia Kongresu w celu uchwalenia ustawy o amnestii dla powstańców, którzy złożą broń i zobowiążą się do dochodzenia w przyszłości swych praw wyłącznie metodami politycznymi.
Zedillo został zastąpiony na fotelu prezydenckim przez Vicente Foxa, który 2 lipca 2000, dzięki reformom Zedillo, wygrał pierwsze w pełni demokratyczne wybory prezydenckie z ramienia Partii Akcji Narodowej.